# Carl Joseph Luther
Carl Joseph Luther (häufig auch C. J. Luther oder CIL; * 11. November 1882 in Euskirchen oder Gießen; † 6. Juni 1968 in München) war ein deutscher Ski- und Faltbootsportpionier, Sportjournalist und Autor.

## Leben
Die Eltern von Carl Joseph Luther waren der Bierbrauer Joseph Luther (* 1849) und Maria Anna Dengler.
Luther besuchte ab 1897 das Gymnasium des Schweizer Klosters Einsiedeln. Anschließend studierte er an der Universität Freiburg im Üechtland Kunstgeschichte und Journalistik. Im Oktober 1905 ging er aus gesundheitlichen Gründen zur Rigi, wo er die Skisportler Thorleif Björnstad und Leif Berg traf und das Skifahren lernte. Fortan war er selbst als Sportler aktiv und schrieb als Journalist über das Skifahren, unter anderem bei den Zeitungen Der Bund und Deutsche Alpenzeitung. Als Redakteur der Alpenzeitung sollte er einen Bericht des Faltbooterfinders Alfred Heurich redigieren und kam so 1907 mit dem Faltbootsport in Berührung und wurde ein begeisterter Anhänger. Er propagierte den Werbespruch: skifahrender Paddler und paddelnder Skifahrer. In München gründete er die Zeitschrift Der Winter, für die er insgesamt 28 Jahrgänge gestaltete. 1908 war er Sprungsieger bei den deutschen Skimeisterschaften. 1911 veröffentlichte er das Buch Schule des Schneelaufs, das in mehrere Sprachen übersetzt wurde. 1913 und 1914 gewann er jeweils einen Silberbecher beim Springen auf dem Holmenkollbakken. Zudem war er erster Lehrwart des Deutschen Skiverbandes. Am Anfang des Ersten Weltkrieges gab er dem bayrischen König Ratschläge zum Einsatz des Skifahrens im Krieg, was zur Bildung von Skicorps führte. 
Luther heiratete im Jahr 1914 Agnes Volger. Im Anschluss an den Krieg war er als Skilehrer und Planer von Skisprungschanzen tätig. Er war an der Planung der Sprungschanzen von Ernstthal, Schreiberhau, Baiersbronn, Berchtesgaden, Oberstdorf, Marienbad, München Icking und Garmisch-Partenkirchen beteiligt. Er gründete mit anderen 1912 die Faltbootabteilung des Deutschen Touring Clubs (DTC, ab 1926 eigenständiger Verein DTKC) in München und war von 1919 bis 1922 und 1935 Vorstand. Für den DTC veranstaltete er 1921 die erste Isarregatta von Bad Tölz bis zur Floßlände in München, eine Art Kanu-Rallye, die bis 1993 bestand. 1923 veröffentlichte er das Handbuch Paddelsport und Flußwandern. 
Er ist der Erfinder des Daunenschlafsacks.
Luther starb 1968 und wurde an seinem letzten Wohnort Garmisch-Partenkirchen begraben.
Er erhielt 1966 das Bundesverdienstkreuz am Bande und war unter anderem Ehrenmitglied des Deutschen Skiverbands, des Deutschen Kanu-Verbandes und des Deutschen Camping-Clubs. Er veröffentlichte mehr als 50 Bücher und Broschüren.